# Ленцман Поліна Олександрівна
Поліна Олександрівна Ленцман (до шлюбу Кріскум; 1907 — 1990) — кримська селянка естонського походження, праведниця народів світу.
Народилася в естонській родині в селі Джурчі (нині Первомайське) в Криму. Більшість жителів села мали німецьке коріння, і завдяки їм Поліна ще в дитинстві вивчила німецьку мову. Після шлюбу з Йоганом Ленцманом переїхала в село Берегове, Бахчисарайського району. У цьому селі жило багато естонців. Там у Поліни народилося троє дітей.
Восени 1941 року німецькі війська окупували Крим та 30 жовтня увійшли в Берегове. Вони почали розшукувати і вбивати євреїв.
Поліна і її син Георгій (також визнаний праведником) врятували єврейську вчительку Діну Кругликову, видавши її за росіянку і поручившись перед німцями. Поліна добре знала німецьку мову, і їй вдалося переконати німців. Свою правоту Поліна аргументувала тим, що, будучи матір'ю трьох дітей, вона не стала б ризикувати життям і брехати на захист Діни. Німці відпустили Діну, зажадавши від неї з'явитися на наступний день у відділок з документами, що підтверджують її національність. Але, на наступний день німецькі солдати покинули село і попрямували до Севастополя, де йшли запеклі бої. Згодом вона сховала в своєму будинку Діну, а також допомогла роздобути їй паспорт, де було зазначено, що Діна — росіянка. Діна і її син Геннадій, що народився у 1942 році, жили в будинку Поліни Ленцман до приходу Радянської армії.
Після приходу радянської влади Поліна була заарештована НКВД за підозрою у співпраці з німцями, але була звільнена, оскільки односельці свідчили про її діяльність в період окупації.
Померла 22 червня 1990 року .
Інститутом Катастрофи і героїзму Яд Вашем визнана праведником світу 3 липня 2003 року — посмертно.